# Cnodomario
Cnodomario (latino: Chnodomarius; fl. 350-357) è stato un condottiero germano degli Alemanni,  fratello di Mederico e zio di Agenarico (Serapione).
Impegnò a lungo l'Impero romano in Gallia, ma fu sconfitto da Giuliano nella battaglia di Strasburgo (357) e morì prigioniero.

## Biografia
Di altezza e forza notevoli, era soprannominato Gigas ("gigante") dai Romani.
Nel 350 fu incoraggiato dall'imperatore romano Costanzo II, impegnato in Oriente contro i Sasanidi, ad attaccare la Gallia romana, allo scopo di impegnare l'usurpatore Magnenzio, il quale si era rivoltato contro il fratello di Costanzo, l'imperatore Costante I, e l'aveva ucciso. Cnodomario penetrò nel territorio romano e sconfisse l'esercito romano comandato da Decenzio, fratello di Magnenzio e suo cesare: dopo questa vittoria Cnodomario poté saccheggiare liberamente la Gallia.
Dopo la caduta di Magnenzio, Costanzo nominò cesare il proprio cugino Giuliano (6 novembre 356) e lo mandò in Gallia per affrontare le incursioni degli Alemanni e degli altri popoli germanici; al fianco del cugino inesperto di cose militari, Costanzo mise il magister peditum Barbazione. Per la campagna del 357, i Romani misero in atto un'operazione a tenaglia il cui scopo era quello di intrappolare gli Alemanni nella Gallia orientale: Giuliano si sarebbe dovuto muovere da Reims verso oriente, mentre la gran parte del comitatus italico di Costanzo, 25.000 uomini sotto il comando di Barbazione, sarebbe stato inviato ad Augusta Rauracorum (Augst) in Rezia; il risultato di queste due manovre sarebbe stato l'accerchiamento e la distruzione degli Alemanni nella parte meridionale della Germania prima, nella moderna Alsazia. Cnodomario riuscì a infliggere una sonora sconfitta a Barbazione, che si ritirò nei quartieri d'inverno anzitempo, lasciando Giuliano solo contro una forza preponderante. Cnodomario decise allora di sfidare in campo aperto Giuliano, ma fu sconfitto nella battaglia di Strasburgo. Cnodomario e la sua scorta di 200 uomini tentarono di fuggire raggiungendo alcune barche, preparate a questa evenienza nei pressi delle rovine del forte romano di Concordia (Lauterbourg), circa 40 km a valle di Strasburgo, ma furono spinti da uno squadrone di cavalleria romana in un boschetto sulla riva del Reno e lì, circondati, si arresero. Portato alla presenza di Giuliano, al quale chiese pietà, Cnodomario fu inviato a Milano alla corte di Costanzo II, per poi morire, non molto tempo più tardi, in un campo per prigionieri barbari presso Roma.